# Clube do Batidão
Clube do Batidão é o décimo primeiro álbum de estúdio da dupla sertaneja brasileira Rionegro & Solimões. Foi lançado em 2005 pela Universal Music. Foi o álbum mais vendido em São Paulo entre os dias 22 de julho e 12 de agosto, e foi certificado com disco de ouro pelas 100 mil cópias vendidas. Teve como sucessos as canções "Ajeite o Trêm Aí", "Eu de Cá, Você de Lá" e " Tô Mal".

## Faixas
| N.º            | Título                                                      | Compositor(es)                           | Duração |  |
| 1.             | "Balançou, Sacudiu"                                         | Rionegro                                 | 2:49    |  |
| 2.             | "Clube do Batidão"                                          | Edson / Flavinho / Henrique Marx         | 2:50    |  |
| 3.             | "Ajeite o Trem Aí"                                          | Cacá Moraes                              | 3:09    |  |
| 4.             | "Casa, Comida"                                              | Toninho Mesquita / Solimões              | 3:24    |  |
| 5.             | "Sozinho Outra Vez (Turn it On, Turn it Up, Turn it Loose)" | Kostas / Patton / Vrs. Rionegro          | 3:21    |  |
| 6.             | "Ela Foi Embora"                                            | Chico Amado / Robson Mathos              | 3:43    |  |
| 7.             | "Festa de Peão"                                             | Toninho Mesquita                         | 3:02    |  |
| 8.             | "Deus Me Livre"                                             | Rionegro                                 | 3:21    |  |
| 9.             | "Você Chegou e Abalou (Iê Iê)"                              | Rionegro / Adriano Reis                  | 3:22    |  |
| 10.            | "Tô Mal"                                                    | Gabriel                                  | 3:21    |  |
| 11.            | "O Carro Dela Quebrou"                                      | Edson / Flavinho Alencar / Henrique Marx | 3:28    |  |
| 12.            | "Apuros"                                                    | Alexandre / Darci Rossi                  | 2:56    |  |
| 13.            | "Eu de Cá, Você de Lá"                                      | Rionegro / Edson / Pedro Paulo           | 2:49    |  |
| 14.            | "O Amor Me Pegou"                                           | Chico Amado / Rionegro                   | 3:16    |  |
| Duração total: | Duração total:                                              | Duração total:                           | 45:00   |  |

## Certificações
| Brasil - ABPD                             | Ouro | 2005 | 100.000* |
| *número de vendas baseado na certificação |      |      |          |